# 富山市立図書館
富山市立図書館（）は、富山県富山市の公共図書館である。TOYAMAキラリにある本館、6地域館、16分館、とやま駅南図書館・こども図書館、移動図書館3台、配本車1台からなる。

## 歴史

### 戦前（1909年 - 1943年）
| 富山市立図書館の蔵書点数 | 富山市立図書館の蔵書点数 | 富山市立図書館の蔵書点数 | 富山市立図書館の蔵書点数 | 富山市立図書館の蔵書点数 |
| ------------------------ | ------------------------ | ------------------------ | ------------------------ | ------------------------ |
| 年度                     |                          |                          |                          | 点                       |
| 1909                     | 1909                     |                          | 3,075                    | 3,075                    |
| 1915                     | 1915                     |                          | 16,091                   | 16,091                   |
| 1920                     | 1920                     |                          | 21,713                   | 21,713                   |
| 1923                     | 1923                     |                          | 25,008                   | 25,008                   |

| 富山市立図書館の閲覧人数 | 富山市立図書館の閲覧人数 | 富山市立図書館の閲覧人数 | 富山市立図書館の閲覧人数 | 富山市立図書館の閲覧人数 |
| ------------------------ | ------------------------ | ------------------------ | ------------------------ | ------------------------ |
| 年度                     |                          |                          |                          | 人                       |
| 1909                     | 1909                     |                          | 1,335                    | 1,335                    |
| 1915                     | 1915                     |                          | 33,882                   | 33,882                   |
| 1920                     | 1920                     |                          | 37,187                   | 37,187                   |
| 1925                     | 1925                     |                          | 90,878                   | 90,878                   |
| 1930                     | 1930                     |                          | 54,587                   | 54,587                   |
| 1935                     | 1935                     |                          | 68,134                   | 68,134                   |

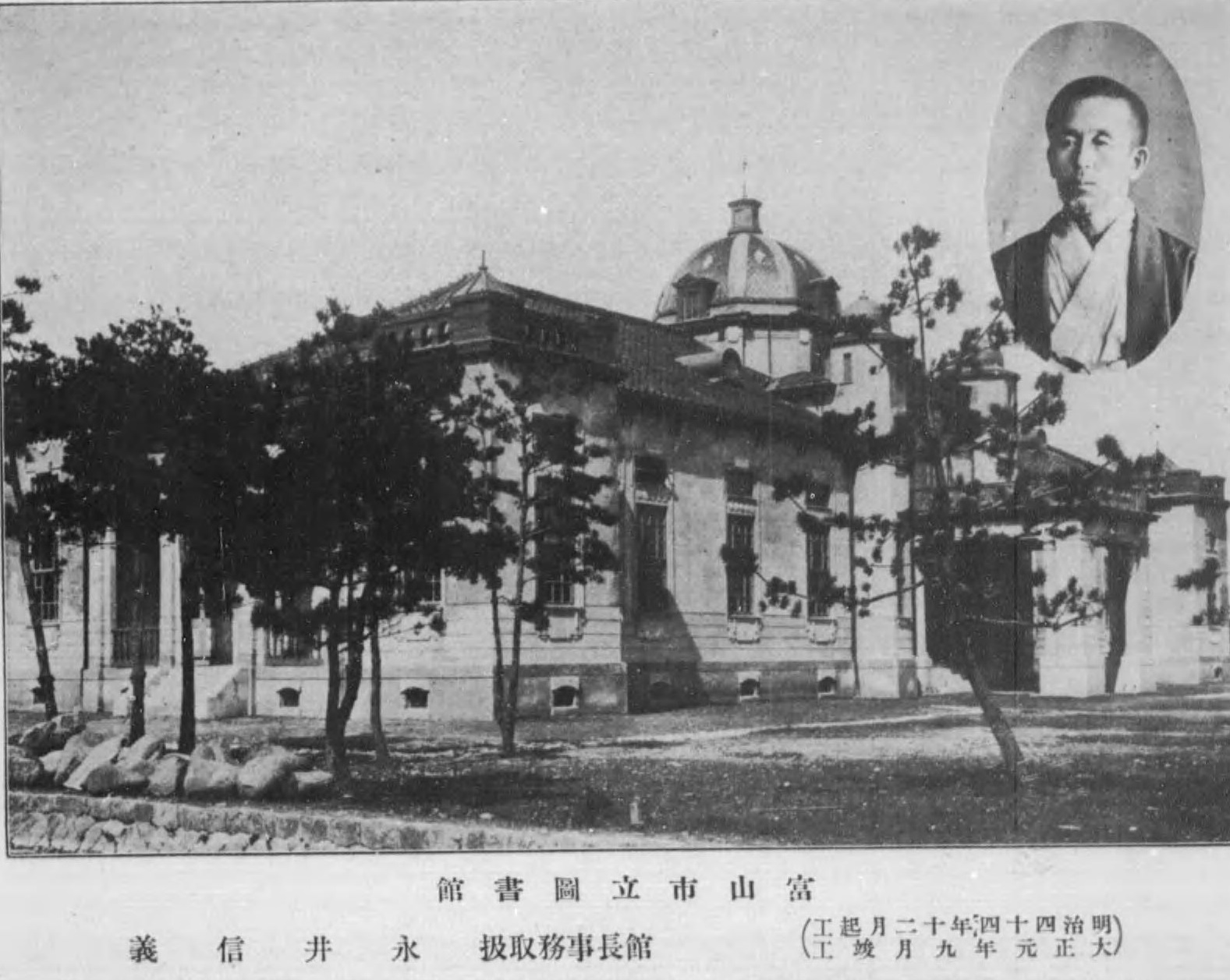
1912年から1943年の富山市立図書館

富山県では東礪波郡井波町の北越井波書籍館（1884年-1886年）、中新川郡砂子坂村の真理館（1885年-1899年）、富山市の富山循環書院（1888年6月-????年）、氷見郡氷見町の枇杷籛太郎文庫（1892年-1900年）、下新川郡入善町の米沢図書館（1910年-1937年）など、明治時代に民間が運営する小図書館がいくつも設立されては消えていった。1902年（明治35年）11月18日には富山県初の公立図書館として、下新川郡三日市町に下新川郡立図書館が設立された。
1909年（明治42年）10月1日、皇太子（後の大正天皇）の富山行啓を記念して富山市立図書館が設置された。下新川郡立図書館についで富山県2番目の公立図書館であり、富山県内初の市立図書館である。なお、翌年の1910年（明治43年）7月5日には高岡市立図書館が設置されている。設立当初は富山市役所の一部を用いていたが、1910年（明治43年）10月1日には富山税務署跡地に移転している。1912年（大正元年）12月7日には富山公園内に辰野金吾が設計した新館に移転した。
1931年（昭和6年）11月29日には富山県図書館協会が設立され、図書館令の改正によって1934年（昭和9年）5月1日には「富山県中央図書館」に指定された。1936年（昭和11年）9月には山崎定義富山市長によって、富山市立図書館を計画中の県立図書館に移管する旨が土岐銀次郎富山県知事に上申された。1940年（昭和15年）4月1日に紀元二千六百年記念行事として総曲輪の大正会館（旧・県会議事堂）に富山県立図書館が設置されると、同年6月には「富山県中央図書館」が富山県立図書館に変更された。
1943年（昭和18年）2月には富山市議会で富山市立図書館の富山県立図書館への移管が可決され、4月1日には富山市立図書館が富山県立図書館に併合された。これにともなって富山県立図書館は旧富山市立図書館の建物に移転している。なお、戦中には堀川町や山室町が富山市に合併されており、1942年5月には堀川町立図書館が富山市立堀川図書館に、山室町立図書館が富山市立山室図書館となっている。

### 丸の内時代（1970年 - 2015年）

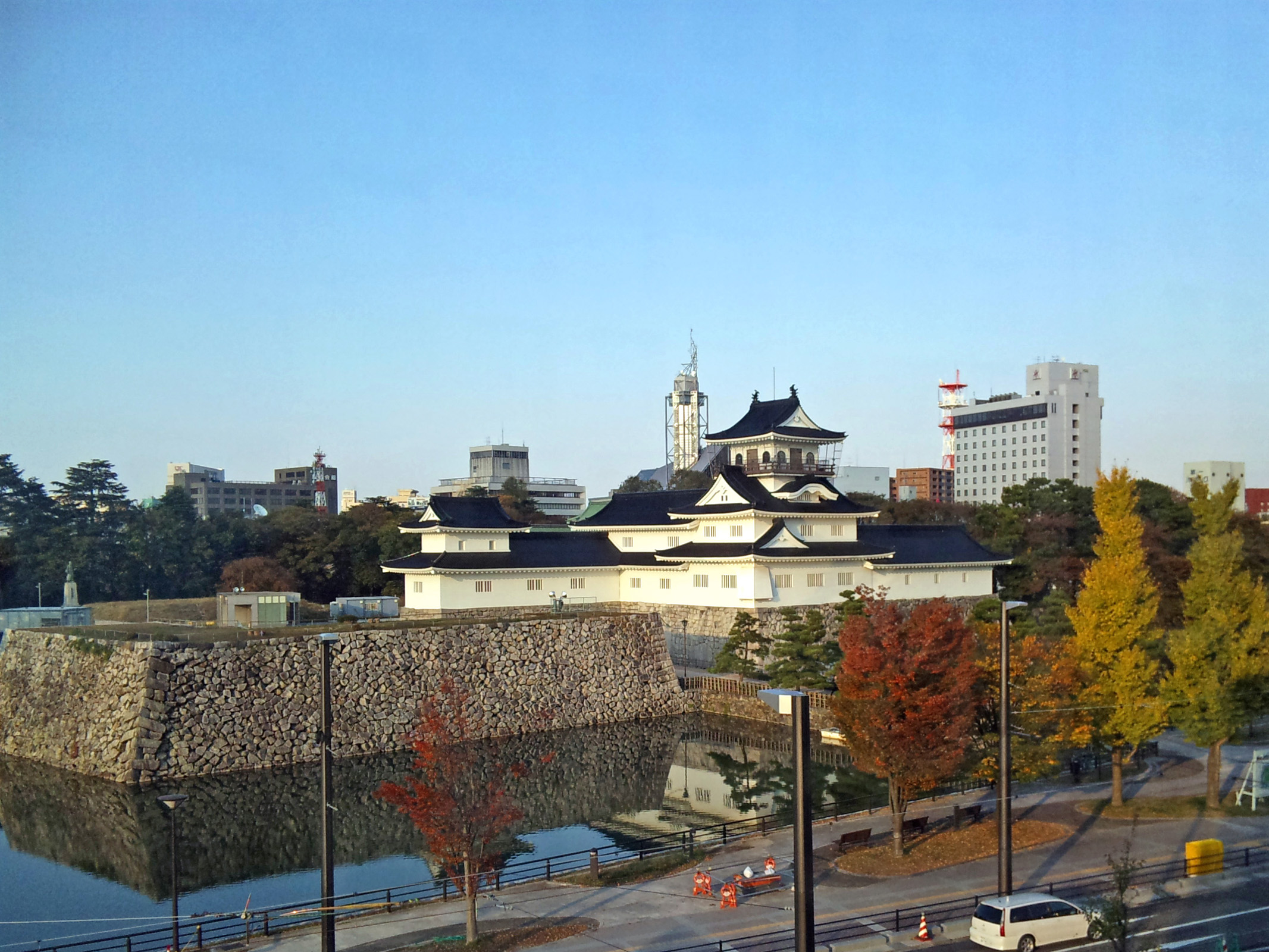
富山城址公園

1969年（昭和44年）には富山県立図書館が呉羽山西麓の茶屋町に移転した。富山市は市制80周年記念事業として、富山県立図書館から分離する形で丸の内の富山城址公園内の北西部に新館の建設を計画。設計は日新建築設計事務所であり、施工は佐藤工業。1968年（昭和43年）10月2日に着工し、1970年（昭和45年）4月30日に竣工。1970年6月に富山市立図書館が開館した。鉄骨鉄筋コンクリート構造、地上7階・地下1階建であり、延床面積は6,961.74m2、富山市産業奨励館が同居する複合施設である。建設費は4億7574万円、総工費は5億4480万円であった。この際にはコクヨ創業者の黒田善太郎（富山市出身）が寄付による「黒田文庫」や、救心製薬社長の堀正由（富山出身）の寄付による「堀文庫」、著作家の翁久允（富山県上新川郡東谷村出身）が渡米中に収集した文献を基にして寄贈した「翁文庫」が設置された。
1971年（昭和46年）1月26日には音楽資料室が開室し、同年10月には移動図書館（自動車文庫）の巡回サービスを開始した。1972年（昭和47年）9月には第1号分館として水橋分館を開設し、以後は2000年（平成12年）に第15号分館として東部分館を開設するまで、旧富山市内で分館の整備を進めた。障害者向けのサービスとして、1973年（昭和48年）11月には録音図書の郵送サービスを開始し、1979年（昭和54年）5月には書籍小包郵送のサービスを開始している。
2005年（平成17年）3月には岩瀬公民館の移転にともない、岩瀬分館を岩瀬小学校図書館と統合して移設。2005年（平成17年）4月には旧富山市が上新川郡大沢野町、大山町、婦負郡八尾町、婦中町、山田村、細入村と合併して新富山市が誕生した。合併前の6町村には移動図書館サービスが存在せず、また八尾町以外の5町村は図書館が1館しかなかったため、図書館の利用者が図書館周辺の住民に偏る傾向があった。合併後の富山市は旧6町村に計18か所の巡回場所を設置。合併から2006年（平成18年）1月末までに旧6町村で14,688冊を貸し出しており、旧6町村に限れば移動図書館の貸出冊数は年平均15冊に達している。
2006年度から2年間かけて、旧富山市と旧6町村の図書館で異なっていた電算システムの統合を行った。蔵書データの移行作業が必要なため、旧6町村それぞれの館では2週間から1か月程度臨時休館して移行作業を行っている。2006年6月14日午後3時頃、2階ベランダの外壁に張られていた大理石の化粧板1枚が落下し、通路に駐車していた乗用車に直撃して屋根に50センチの穴が開く事故が起こった。この事故による負傷者はいない。その日は通常通り午後7時まで開館したが、富山市長の指示により翌日からは2週間ほど臨時休館して原因の解明にあたった。6月27日には補強工事に着手し、化粧板228枚をボルトで留めた上でステンレス製の網をかぶせ、8月10日に工事を終了した。図書館自体は工事中の7月4日に再開館している。
2008年（平成20年）2月から6月には、本館各階の天井に使用されていたアスベスト（石綿）を除去する作業のために長期休館した。1970年に開館してから初の長期休館であり、この間の予約図書の受取や返却は地域館や分館が肩代わりしたほか、本館が購入している雑誌や新聞は富山駅前CiCビルのとやま市民交流館が肩代わりした。
本館のTOYAMAキラリ移転を1年後に控えた2014年（平成26年）4月には、全館で利用者カードをバーコード式から磁気式に変更した。2016年（平成28年）1月19日からは、利用者のお勧めコメントをそのまま推薦本の帯に巻いた本の展示と貸出を開始した。2015年7月22日には本館がTOYAMAキラリに移転。移転時には旧館より約7万冊多い約45万冊を所蔵する。

### TOYAMAキラリ時代（2015年 - ）

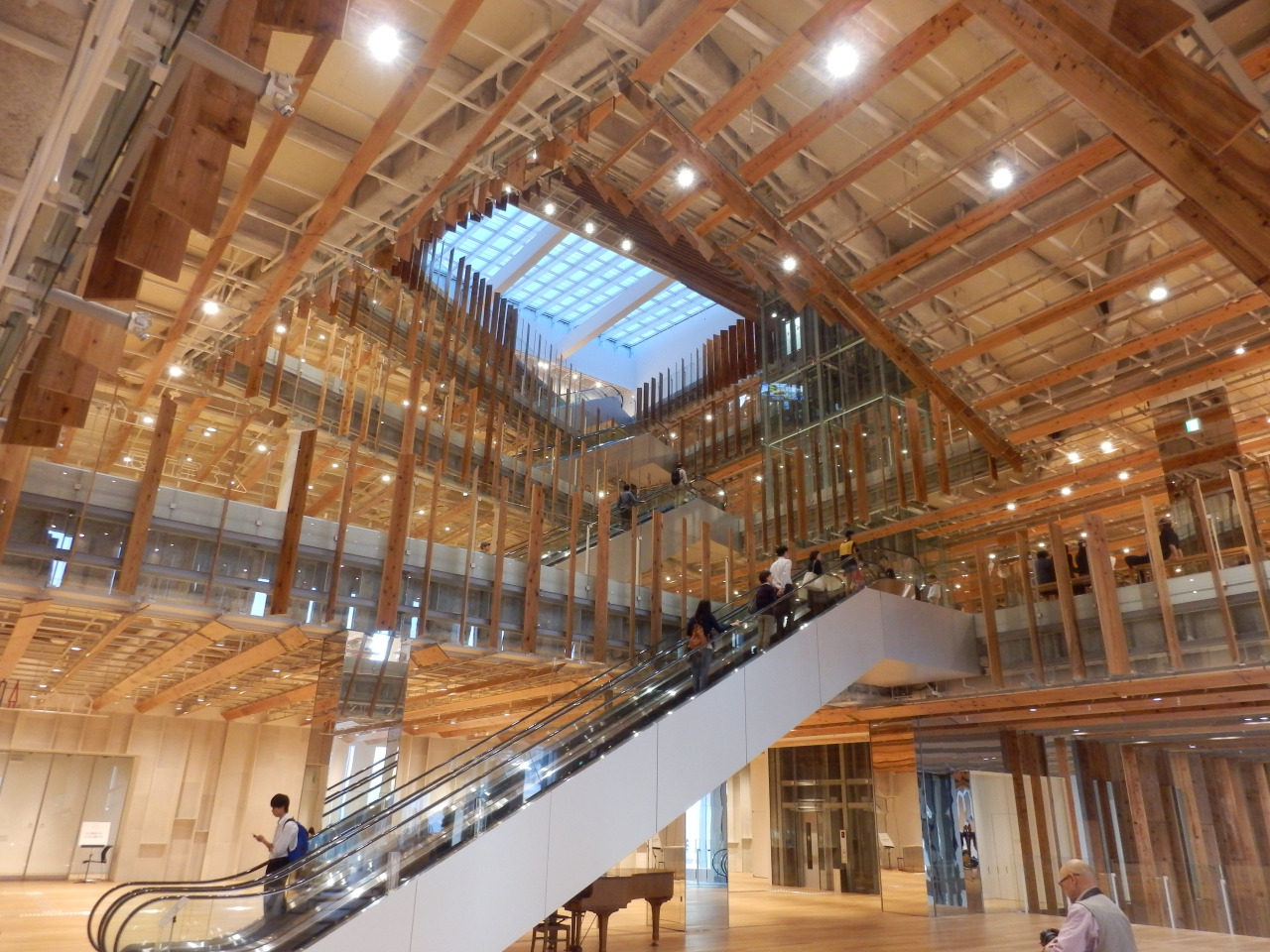
TOYAMAキラリ内部

2015年（平成27年）5月6日には移転前準備のために丸の内の本館が閉館。8月22日、西町の富山大和跡地に建設完工したTOYAMAキラリ内に移転開館した。図書館は建物2階から6階の北側にあり、同一フロアの南側には富山市が新たに設置した富山市ガラス美術館が入居する。TOYAMAキラリには富山県産スギ材がふんだんに使用されており、図書館の書架も木材を使用している。本館にはガラス美術館が同居することから、図書館では2015年（平成27年）8月の開館時にガラス工芸の入門書・専門書・作品集など数百冊をそろえている。2016年（平成28年）6月1日には視聴覚資料の貸出を停止し、視聴覚サービスを館内視聴のみに縮小した。

## 特色
人気作家の本でも複本は3冊程度に抑えており、人気本では予約から2-3年待ちとなることもある。このことに対する苦情は少なくないが、タイトル数を充実させることで利用促進に努めている。2015年のTOYAMAキラリへの移転を契機に、講演会やバックヤードツアーなどの企画に力を入れている。

### 特殊文庫
翁久允文庫
1970年（昭和45年）に富山市立図書館として独立した際には、富山県新川郡東谷村出身の小説家・ジャーナリストである翁久允から蔵書約2,700点（洋装和書約2,000冊、洋書269冊、雑誌201種、和装本181点）を寄贈され、翁文庫を整備した。
山田孝雄文庫
1996年度（平成8年度）には元成城大学学長の山田俊雄（山田孝雄の三男）から、富山市総曲輪生まれの国語学者・山田孝雄の蔵書約10,000点が寄贈された。寄贈されたのは書籍・漢籍・拓本などであり、その分野は言語学・文学・歴史学・宗教学など多岐にわたる。1999年（平成11年）11月5日には本館6階に約18,000点の山田孝雄文庫が開設された。
岩倉政治文庫
2003年（平成15年）には小説家の岩倉政治の遺族から蔵書や原稿など約6,300点を寄贈された。岩倉は富山県東砺波郡高瀬村（現・南砺市高瀬）出身だが、戦後には富山市に在住して創作活動を行っている。2010年（平成22年）11月3日には本館6階にある専用室に岩倉政治文庫が設置された。岩倉政治文庫は岩倉の著作約480冊を含む約2,000冊の蔵書、未発表作品を含む原稿、書簡など約4,300点であり、この中には単行本に収録されていない雑誌掲載作品も多い。
盛田昭夫文庫
2016年（平成28年）8月にはソニー創業者の一人盛田昭夫の遺族より、盛田昭夫が会長室書棚に並べていた所蔵書509冊が寄贈された。盛田の長女がYOYAMAキラリ内の美術館と、新しくなった図書館の組み合わせに興味を持ったことがきっかけで、役立ててほしいと寄贈された。書籍は政治経済・経営に関するものから、自然科学、幼児教育など多岐にわたる。また一部書籍には盛田本人による書き込みや下線などが引かれているものもある。これらの書籍は、同年12月16日より5階フロアにて盛田昭夫文庫を開設し貸出しされている。
路面電車コーナー
富山市の富山地方鉄道富山軌道線と富山港線が、2019年度末に富山駅で結ばれる（路面電車南北接続）ことに先がけ、2018年（平成30年）9月7日に開設された。富山県や日本・世界各地の路面電車に関連した本など約200冊を集め常設される。

## 各館

### 本館
- 所在地 : 富山市西町5番1号
- 開館時間

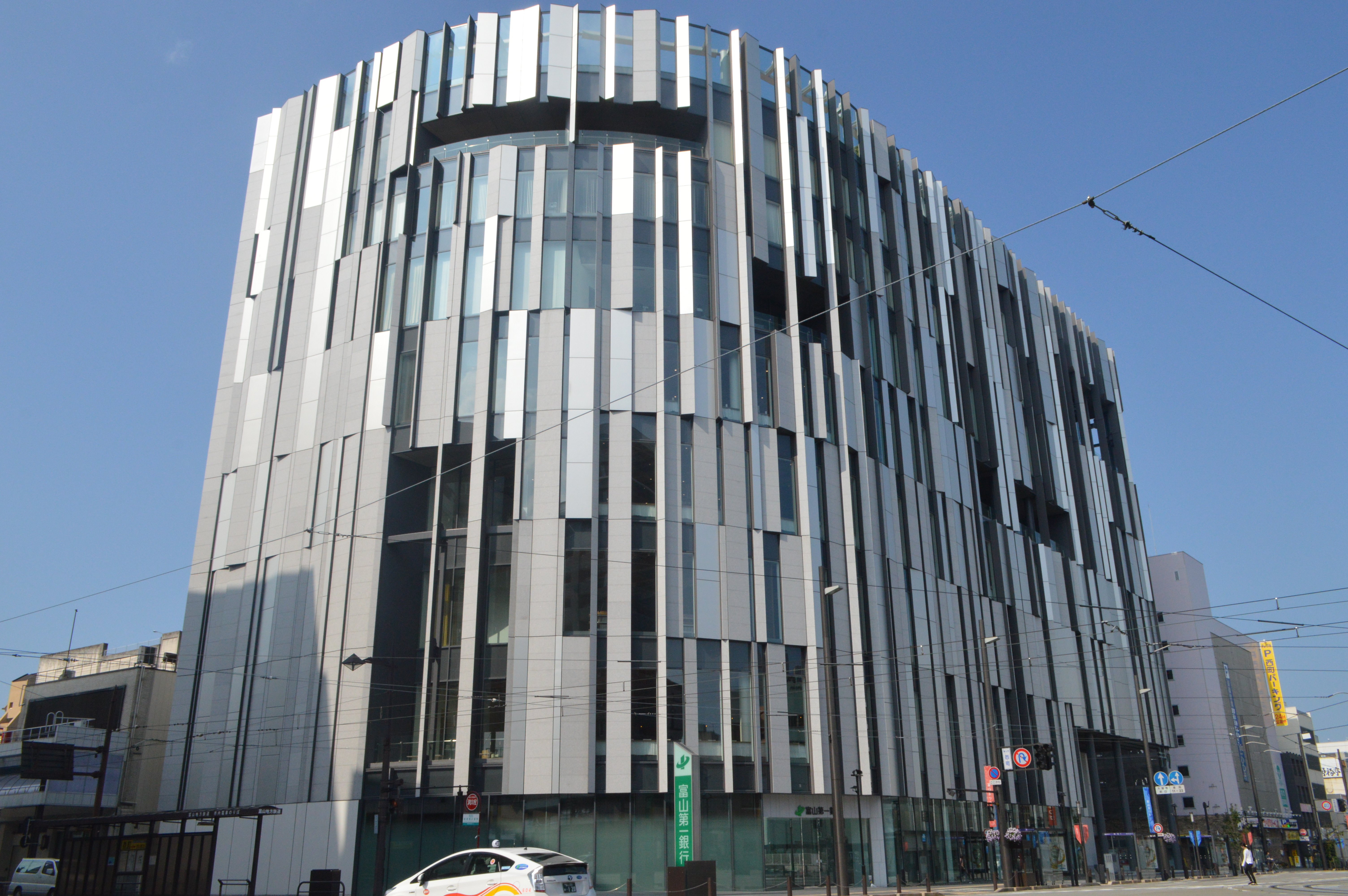
本館が入るTOYAMAキラリ

  - 日曜日 - 木曜日 : 9時30分-19時00分
  - 金・土曜日 : 9時30分 - 20時00分
  - ただし児童図書フロアと特別コレクション室は9時30分 - 18時00、情報コーナーは7時 - 20時00分
- 休館日 : 毎月第1水曜日、年末年始、蔵書点検期間
- 延床面積 : 5,173.5m2
- 蔵書数 : 424,071冊（2015年度時点）

| 階  | 設備・サービス |
| --- | --- |
| 1階 | エントランスホール、総合案内、コインロッカー、情報コーナー、自動貸出機、ブックポスト、バックヤード（自動車文庫車両などの車庫）、駐輪場                                                                                     |
| 2階 | ロビー、カフェ、バックヤード |
| 3階 | 児童図書フロア、ふれあい交流ルーム、セミナールーム、自動貸出機、バックヤードなど |
| 4階 | 一般図書フロア、予約図書受取室、自動貸出機、バックヤードなど |
| 5階 | 参考図書フロア、特別コレクション室（山田孝雄文庫、岩倉政治文庫、翁久允文庫）、盛田昭夫文庫、路面電車コーナー、新聞コーナー、雑誌コーナー、視聴覚・情報検索コーナー、多目的ルーム1・2、閲覧室、自動貸出機、バックヤードなど |
| 6階 | 書庫、富山市立図書館本館事務室 |

### とやま駅南図書館

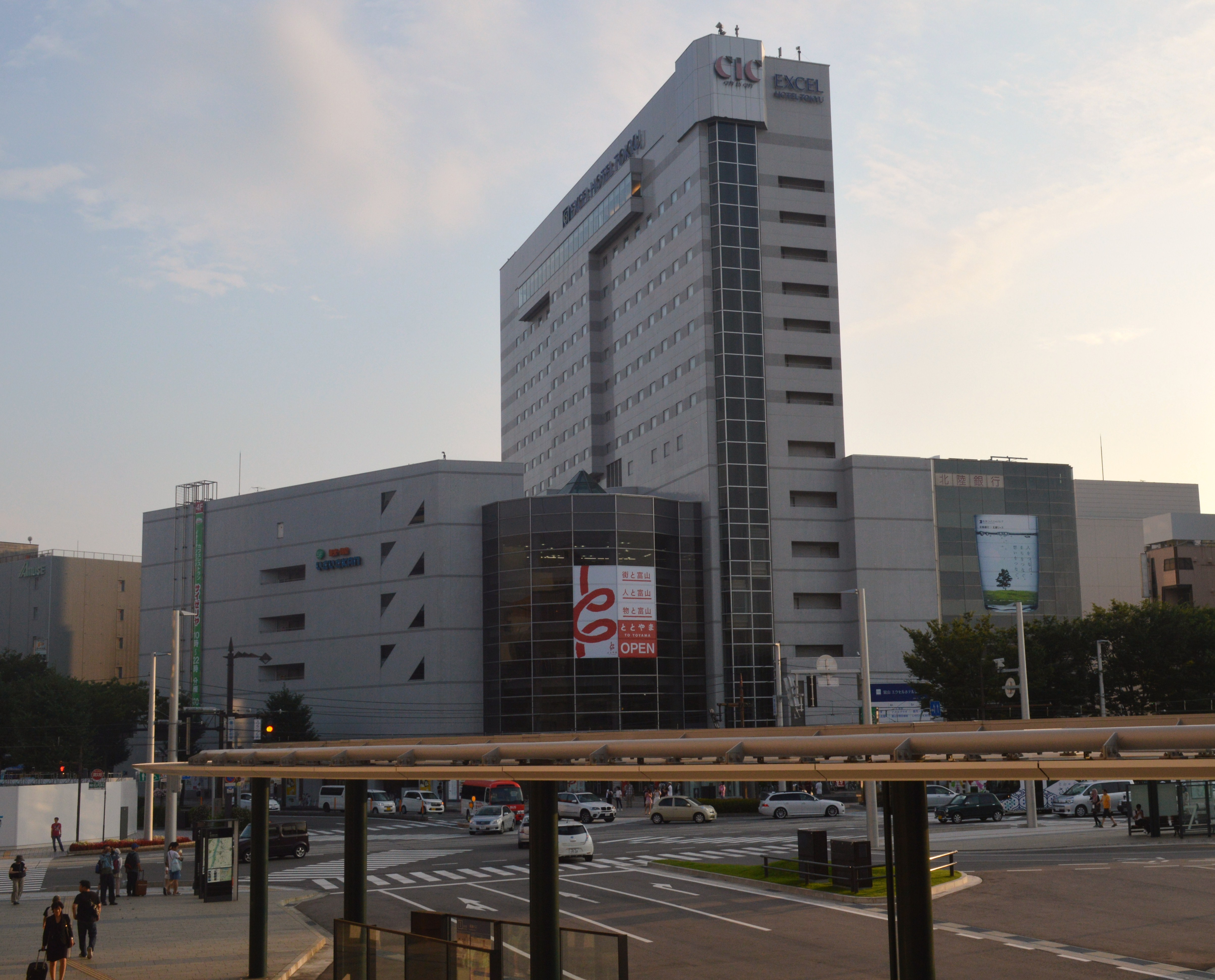
富山駅南口のCiCビル

#### 富山市民交流館図書コーナー
富山駅南口のCiCビルにはとやま駅南図書館・子ども図書館がある。2003年冬、CiCビル3階に富山市民交流館図書コーナーとして開設され、2006年に施設を拡張。延床面積は222m2となり、年間来館者数は5万人台で推移した。富山駅前という好立地に加え、21時まで開館している利便性などから、高校生の利用が増加。3階の学習室を臨時開放するなどの対応を行っていた。

#### とやま駅南図書館への移行

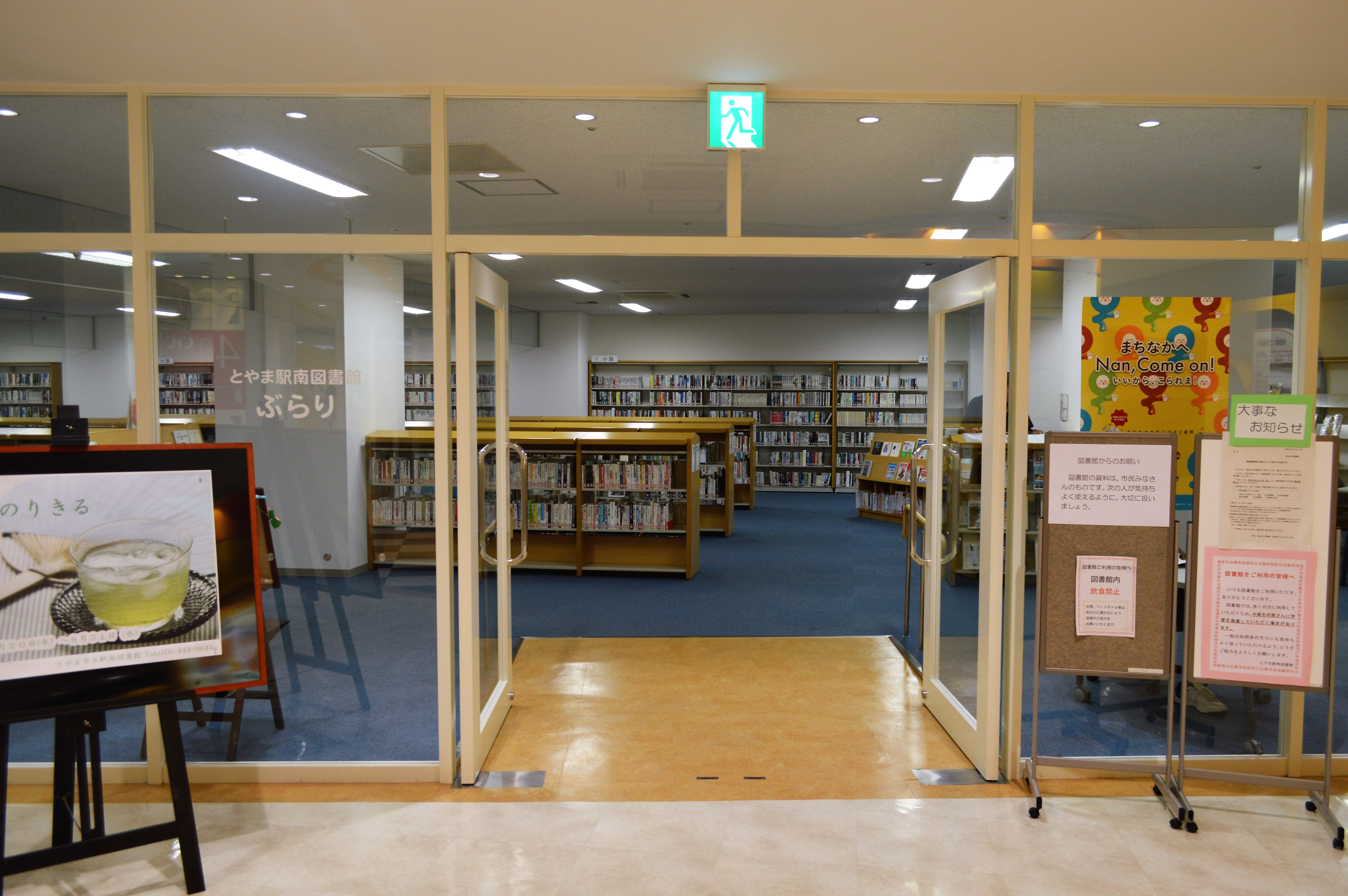
とやま駅南図書館

2008年7月21日にはCiCビル3階からより面積の広い4階に移転し、予算9000万円で図書コーナーから図書館に格上げしてとやま駅南図書館と改称した。図書館への格上げ時には蔵書の3割以上が人事や経営などビジネス関連に充てられ、徒歩8分の近距離にある富山市立図書館本館（丸の内）の機能を一部移転。蔵書数は6,000冊から11,000冊に増やされ、日経テレコン21だけだったネット検索データベースは聞蔵2ビジュアルやヨミダス文書館も利用可能となった。さらには高校生向けのファッション誌などの雑誌や図書を増やした。図書館側は本館とのすみわけを狙ったが、実際にはその立地面の利便性から、貸出の中継地点として使用する利用者が多かった。
延床面積は一般的な富山市立図書館分館の数倍にも及ぶ519m2であるが、一般的な商業ビル内にあるため高さのある書架を置けず、蔵書数は一般的な分館と同程度にとどまっている。駅南図書館はビジネス関連本を集めてはいるが、レファレンスカウンターは存在しない。2013年に同一フロアに富山市立子ども図書館が設置されたことで、駅南図書館は一般書を拡充してビジネス色を弱めた。2015年にTOYAMAキラリが開館して富山市立図書館本館が移転すると、富山市立図書館本館は駅南図書館のビジネス支援機能を吸収した。

### こども図書館

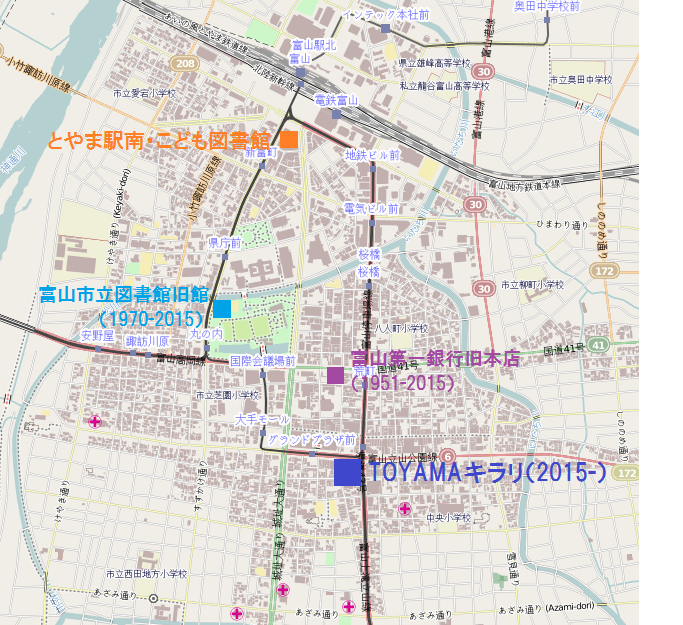
本館と駅南図書館/こども図書館の位置関係

富山市立図書館旧本館には富山市子育て支援センターが併設されていたが、本館の移転を前にしてとやま駅南図書館があるCiCビルの同一フロアを取得し、2013年3月にとやまこどもプラザが開館した。とやまこどもプラザは富山市立こども図書館と富山市子育て支援センターを併設しており、開館時の蔵書数は約18,000冊である。橙色・黄色・紺色を基調とした鮮やかな色調の内装が特徴であり、書架は円形や波型にデザインされている。エスカレーターで4階まで上るととやまこどもプラザととやま駅南図書館の共通カウンターが設けられており、とやまこどもプラザにはこども図書館と子育て支援センターの共通エントランスが設けられている。

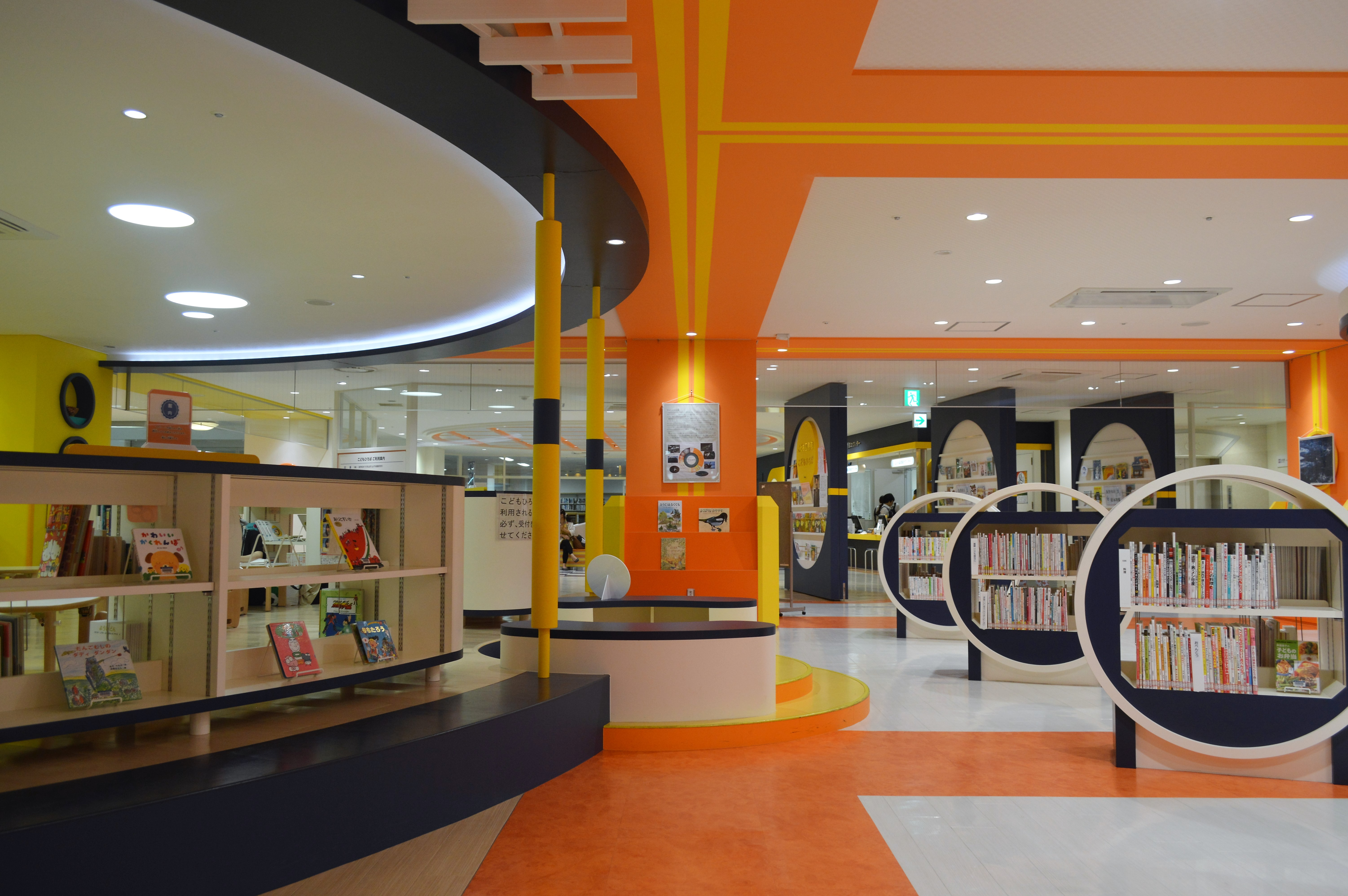
こども図書館

こども図書館の利用者は子育て支援センターの利用者層を想定しており、0歳児から小学校中学年までの子どもとその保護者を対象としている。こども図書館の書架は低いものが使用されているが、子どもがフロア内を探検したくなるように、あえて子どもの目線ではフロア全体を見渡せないように設計されている。靴を脱いで自由な姿勢で本を読むことができる閲覧スペースが設けられている。ゲームコーナーには日本マイクロソフト製の家庭用テレビゲーム機が設置されており、このコーナーでは子ども複数人や親子で体を動かして遊ぶことができる。
伝記漫画や歴史学習漫画に加えて、『ワンピース』などの人気漫画を置いた漫画コーナーがあり、館内での閲覧のみ可能としている。子育て支援センターは富山市が運営しているが、とやま駅南図書館と子ども図書館は紀伊国屋書店に業務委託されている。同一フロアにありながら運営形態が異なることで、子育て支援センターと駅南図書館/子ども図書館は連携が容易ではないなどの課題もある。
| 名称                       | 所在地                    | 延床面積 (m2) | 開館年                               |
| -------------------------- | ------------------------- | ------------- | ------------------------------------ |
| とやま駅南図書館「ぶらり」 | 新富町1丁目2-3 CiCビル4階 | 490.79        | 2003年開設 2006年拡張 2008年図書館化 |
| こども図書館               | 新富町1丁目2-3 CiCビル4階 | 702.05        | 2013年開館                           |

### 地域館（6館）
大沢野図書館・大山図書館・八尾図書館ほんの森・婦中図書館の4地域館は、平日の開館時間が午前9時30分-午後6時、土日祝日の開館時間が午前9時30分-午後5時となる。細入図書館・山田図書館の2地域館は、平日の開館時間が午前9時30分-午後5時30分、土日祝日の開館時間が午前9時30分-午後5時となる。いずれの地域館も毎月第1水曜日が館内整理日となるほかは、週7日開館を実施している。
| 富山市立図書館の地域館一覧 | 富山市立図書館の地域館一覧     | 富山市立図書館の地域館一覧 | 富山市立図書館の地域館一覧 |
| 名称                       | 所在地                         | 延床面積 (m2)              | 開館年                     |
| -------------------------- | ------------------------------ | -------------------------- | -------------------------- |
| 大沢野図書館               | 高内365番地（旧大沢野町）      | 1,042                      | 1949年 1990年現行館移転    |
| 大山図書館                 | 上滝577番地（旧大山町）        | 855                        | 1955年 1981年現行館移転    |
| 八尾図書館ほんの森         | 八尾町井田126番地（旧八尾町）  | 1,219.3                    | 2000年                     |
| 婦中図書館                 | 婦中町砂子田1番地1（旧婦中町） | 976                        | 1975年 1983年現行館移転    |
| 細入図書館                 | 楡原405番地（旧細入村）        | 200                        | 1981年 2007年現行館移転    |
| 山田図書館                 | 山田北山41番地（旧山田村）     | 501                        | 1981年 2010年現行館移転    |

### 分館（16館）
各分館の開館時間は午前9時-午後5時である。いずれの分館も毎月第1水曜日が館内整理日となるほかは、週7日開館を実施している。富山駅前の商業ビル内に入っているとやま駅南図書館・こども図書館は他の分館と開館時間が異なり、こども図書館は午前10時-午後6時、とやま駅南図書館は午前10時-午後9時となる。
| 富山市立図書館の分館一覧 | 富山市立図書館の分館一覧 | 富山市立図書館の分館一覧 | 富山市立図書館の分館一覧           |
| 名称                     | 所在地                   | 延床面積 (m2)            | 開館年                             |
| ------------------------ | ------------------------ | ------------------------ | ---------------------------------- |
| 水橋分館                 | 水橋辻ヶ堂129-1          | 132                      | 1972年                             |
| 岩瀬分館                 | 岩瀬御蔵町1番            | 198                      | 1973年 2005年現行館移転            |
| 呉羽分館                 | 呉羽町2920               | 173                      | 1974年 2012年現行館移転            |
| 豊田分館                 | 豊若町3-12-25            | 145                      | 1980年                             |
| 藤ノ木分館               | 藤木1246                 | 145                      | 1981年                             |
| 蜷川分館                 | 赤田50                   | 145                      | 1982年                             |
| 月岡分館                 | 上千俵町509              | 145                      | 1983年                             |
| 大広田分館               | 東富山寿町2-1-14         | 150                      | 1987年                             |
| 新庄分館                 | 新庄町1-3-16             | 127                      | 1990年 1996年現行館移転            |
| 奥田北分館               | 下新北町2-11             | 157                      | 1990年                             |
| 四方分館                 | 四方142-1                | 132                      | 1991年 1997年現行館移転            |
| 堀川分館                 | 堀川小泉町1-18-13        | 132                      | 1991年 2009年現行館移転            |
| 堀川南分館               | 本郷町243-45             | 168                      | 1994年                             |
| 山室分館                 | 中市2-8-76               | 122                      | 1999年                             |
| 東部分館                 | 石金1-2-13               | 118                      | 2000年                             |
| 八尾東町分館             | 八尾町東町2149番地       | 288                      | 1938年 2003年現行館移転            |
| 八尾福島分館             | 八尾町福島186番地3       | 402                      | 1980年 1992年現行館移転 2015年閉館 |

## 移動図書館
富山市立図書館は3台の自動車文庫（移動図書館車）を有している。1971年（昭和46年）に移動図書館サービスを開始し、1973年（昭和48年）に2号車を、1975年（昭和50年）に3号車を配備した。1976年（昭和51年）には500冊を積載可能な連絡配本車を配備している。2000年（平成12年）には東部分館が開館し、これによって分館が15か所に達したため、移動図書館車を3台から2台に削減することも検討されたが、移動図書館の優位性が見直されて3台体制が維持された。2006年（平成18年）1月には1号車が新車両に更新された。2005年（平成17年）時点では3台の移動図書館で、教育施設・住宅街・病院など約150か所の巡回場所をまわっている。3台の車両にはそれぞれ約1,500冊を積み込むことができ、合併前の2005年時点では移動図書館だけで年間13万冊が貸し出されている。